# 刑事ジョン・ブック 目撃者
『刑事ジョン・ブック 目撃者』（けいじジョン・ブック もくげきしゃ、原題: Witness）は、1985年公開のアメリカ映画。
製作会社はパラマウント映画で、監督はピーター・ウィアー。原案・脚本はウィリアム・ケリー、アール・W・ウォレス。主演はハリソン・フォード、ケリー・マクギリス。

## 概要
タイトル通り殺人事件の「目撃者」となったアーミッシュの少年とその母親を守ろうとする刑事の格闘を描いたサスペンス映画である。その一方で、キリスト教の非主流派として非暴力で前近代的な生活を営むアーミッシュと刑事との文化的交流や恋愛模様を描いたヒューマンドラマとしての色合いが強いのも特徴的である。
第28回ブルーリボン賞では外国作品賞に選ばれたほか、第58回アカデミー賞では5部門（作品賞、監督賞（ピーター・ウィアー）、主演男優賞（ハリソン・フォード）、脚本賞、編集賞）にノミネートされ、そのうちの2部門（脚本賞、編集賞）を受賞した。

## ストーリー
夫を亡くしたレイチェルと息子サミュエルは、ペンシルベニア州ランカスター郡のアーミッシュの村から親族のいるボルチモアへ行く途中だったが、乗り換えの駅のトイレでサミュエルは2人組による殺人を目撃する。
事件を担当する刑事ジョン・ブックは母子を半ば強引に警察署へ連れて行き面通しを行うが、そこには殺人犯の姿はなかった。面通しには時間がかかるため、ホテルに宿泊させると勝手に帰られる恐れがあり、ジョンは自分の妹の家に母子を宿泊させる。しかし署内に掲示されている新聞の切り抜きをたまたま見たサミュエルが、犯人の一人は麻薬課員のマクフィー刑事であることに気づく。ジョンは、すぐシェイファー本部長に相談し犯人逮捕の善後策を練り、マクフィーが指揮した捜査で麻薬の原料P2P（フェニルアセトン）が大量に押収されたが、紛失していたことを本部長に報告する。しかし、その日のうちにジョンは駐車場でマクフィーの襲撃を受け負傷してしまう。
マクフィーが犯人であるという事実は、シェイファー本部長以外には口外していない、すなわち本部長もグルで母子が非常に危険な状況であると判断したジョンは、妹にも行き先を言わず、自分の車と妹の車を取り換え、母子を秘密裏にアーミッシュの村に送り返すが、彼自身も傷が深くその場で倒れてしまう。
銃創を病院で治療すると警察に通報されてしまうため母子の家で傷を癒す事にしたジョンはアーミッシュの生活に入り込み、酪農作業や大工作業を手伝う一方で、相棒の刑事とコンタクトをとり、彼らの村がどこにあるか特定できないようサミュエルの調書を隠すように依頼し時間を稼ぐ。しかし何度目かの電話で相棒が殉職したことを知り、本部長による暗殺であると確信したジョンは苛立ちのあまり、アーミッシュをからかう若いガラの悪い観光客に対し暴力をふるってしまう。
平和主義者のアーミッシュによる暴力事件は前代未聞であり、この事件を契機にジョンの潜伏する家を特定したシェイファー本部長は、殺人犯の2名を引き連れ目撃者とジョンの暗殺に乗り込んでゆく。殺人犯2名はジョンにより倒されるが、シェイファー本部長はレイチェルを人質にとりジョンを追い詰める。しかし隙を付いてサミュエルが鐘楼に登り鐘を鳴らし危機を知らせたため村人が大勢集結し、シェイファー本部長もこれまでと観念し銃を下ろす。
事件が解決し村に留まる理由がなくなったジョンは、レイチェルと両想いだったことをわかっていたが、住む世界が違うこともまた分かり合っていた。2人は交わす言葉もなく別れて、ジョンだけが村を出ていく。

## 登場人物
ジョン・ブック
刑事。
サミュエル・ラップ
村の子供。6歳。
レイチェル・ラップ
サミュエルの母親。未亡人。
カーター
ジョンの同僚。
ダニエル・ホッフライトナー
レイチェルに恋する男性。
イーライ・ラップ
レイチェルの養父。
ポール・シェイファー
本部長。
ジェームス・マクフィー
麻薬課の刑事。サミュエルに「目撃」された犯人。

## キャスト
| 役名                       | 俳優                       | 日本語吹替                            | 日本語吹替                                     |
| 役名                       | 俳優                       | フジテレビ版                          | テレビ朝日版 （追加収録版）                    |
| -------------------------- | -------------------------- | ------------------------------------- | ---------------------------------------------- |
| ジョン・ブック             | ハリソン・フォード         | 岡本富士太                            | 磯部勉                                         |
| レイチェル・ラップ         | ケリー・マクギリス         | 檀ふみ                                | 戸田恵子                                       |
| ポール・シェイファー       | ジョセフ・ソマー           | 阪脩                                  | 小林勝彦 （佐々木勝彦）                        |
| サミュエル・ラップ         | ルーカス・ハース           | 浪川大輔                              | 平田哲也 （間宮くるみ）                        |
| イーライ・ラップ           | ヤン・ルーベス             | 大木民夫                              | 阪脩                                           |
| ダニエル・ホッフライトナー | アレクサンドル・ゴドゥノフ | 堀勝之祐                              | 牛山茂                                         |
| ジェームス・マクフィー     | ダニー・グローヴァー       | 内海賢二                              | 池田勝                                         |
| カーター                   | ブレント・ジェニングス     | 麦人                                  | 富山敬 （白山修）                              |
| エレイン                   | パティ・ルポーン           | 吉田理保子                            | 横尾まり                                       |
| ファギー                   | アンガス・マッキネス       | 秋元羊介                              | 小島敏彦                                       |
| ストルツファス             | フレデリック・ロルフ       | 村松康雄                              | 吉水慶 （佐々木敏）                            |
| モセス・ホッフライトナー   | ヴィゴ・モーテンセン       |                                       |                                                |
| 巡査部長                   | エド・クロウリー           |                                       | 上田敏也                                       |
| シェイファー夫人           | マリアン・スワン           |                                       | 前田敏子                                       |
| T・ボーン                  | ロズウィル・ヤング         |                                       | 石塚運昇                                       |
|                            |                            |                                       |                                                |
| 演出                       |                            | 山田悦司                              | 福永莞爾                                       |
| 翻訳                       |                            | 額田やえ子                            | たかしまちせこ （山門珠美）                    |
| 調整                       |                            |                                       | 荒井孝                                         |
| 効果                       |                            | 遠藤堯雄 桜井俊哉                     | リレーション                                   |
| 担当                       |                            | 小笠原恵美子                          | 熊沢博之                                       |
| 製作                       |                            | 東北新社                              | 東北新社                                       |
| 解説                       |                            | 高島忠夫                              | 淀川長治                                       |
| 初回放送                   |                            | 1987年10月24日 『ゴールデン洋画劇場』 | 1990年9月30日 『日曜洋画劇場』 DVD&Blu-ray収録 |

- テレビ朝日版：スペシャル・コレクターズエディションDVD収録時にカット箇所を一部代役で追加収録した。
- ※日本語吹替は上記の他、1985年に公開されたJAL機内上映版が存在する[2]。

## 補足
- 映画の冒頭でレイチェルの義父は、母子が旅に出る際に「イングリッシュに気をつけろ」と警告する。イングリッシュとは、アーミッシュが非アーミッシュのアメリカ人を指す呼称である[3]。ジョン・ブックも村で当初「イングリッシュ！」と呼ばれ信用されていないことがわかる[注 1]。最後にジョン・ブックが村を出るときには、義父からジョン・ブックに対し「イングリッシュに気をつけろ」と告げられ、義父からもアーミッシュの一員として認められたことを示唆しているが、テレビ朝日版の吹き替えでは両者とも『イギリス人』と訳されている。
- カーラジオから流れるサム・クックの「ワンダフルワールド」に乗せてブックとレイチェルがダンスを踊るシーンがある。『アニマル・ハウス』の昼食シーンやリチャード・ギアの出た『ブレスレス』にも使われている。